# 博埃峰
46°30′32″N 11°49′41″E / 46.50889°N 11.82806°E

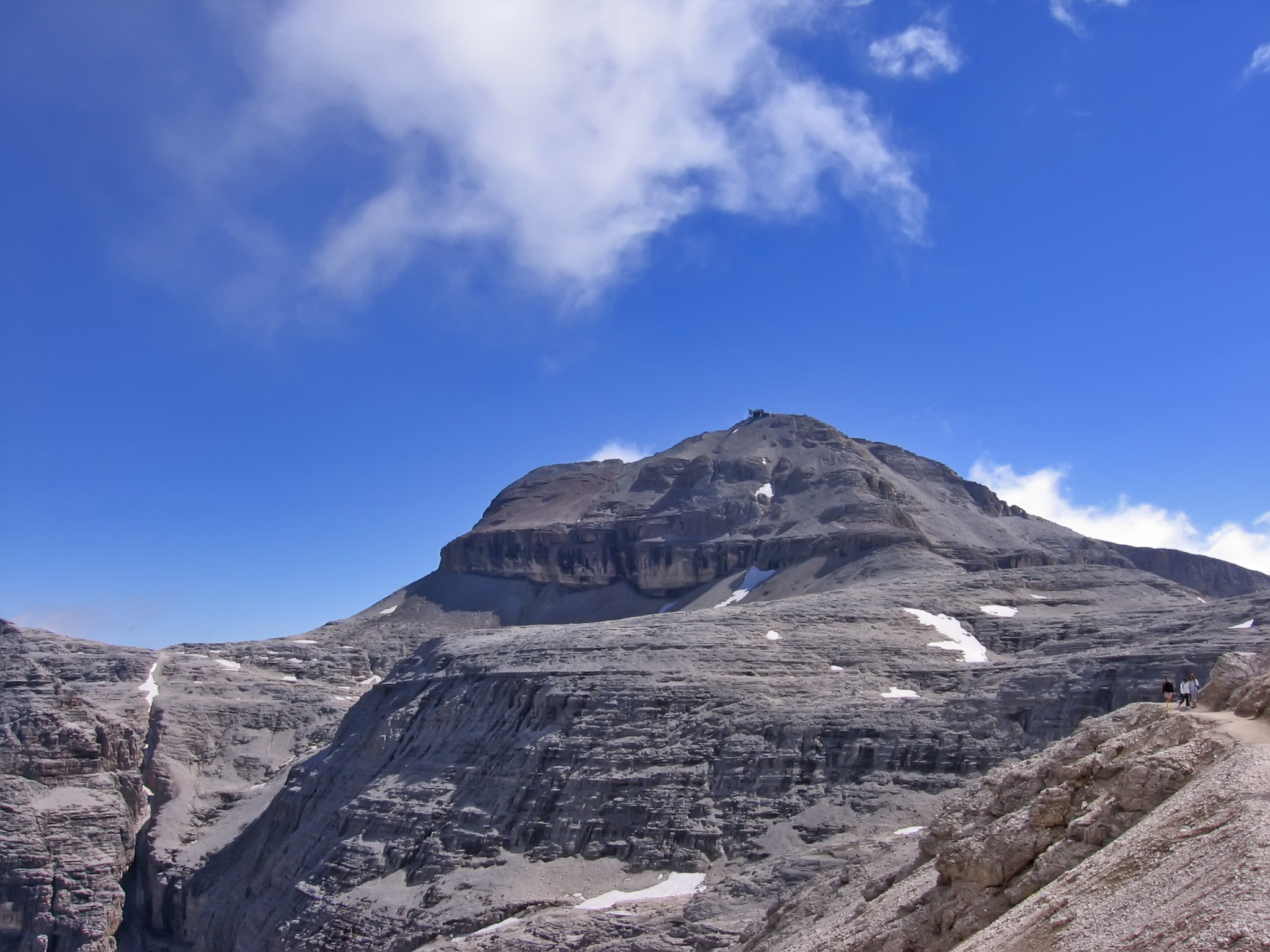

博埃峰（義大利語：Piz Boè），是意大利的山峰，位於該國北部，由特倫蒂諾-上阿迪傑大區負責管轄，屬於多洛米蒂山的一部分，海拔高度3,152米，每年平均降雨量1,546毫米。